# Ryan Adams
Ryan Adams, all'anagrafe David Ryan Adams (Jacksonville, 5 novembre 1974), è un cantautore e chitarrista statunitense di genere alternative rock e alternative country.
Oltre ad essere stato con i Whiskeytown tra i principali esponenti del movimento alternative country ha pubblicato in poco più di dieci anni di carriera solista ed assieme ai The Cardinals tredici album. Si è sposato a marzo 2009 con la sua collega Mandy Moore, cantautrice statunitense in attività dal 1999. I due si sono separati 
. È stato più volte nominato al Grammy Award.

## Biografia

### Esordi
Ha iniziato a suonare nel gruppo punk The Patty Duke Syndrome con cui ha pubblicato nel 1994 un 7" con due brani, split con i GlamourPuss e sempre nel 1994 ha formato i Whiskeytown, gruppo ispiratore del movimento alternative country e con cui ha inciso tre album Faithless Street (nel quale descrive il punk rock "troppo duro da cantare"), Strangers Almanac e Pneumonia.

### Heartbreaker
Nel 1999 lascia i Whiskeytown per intraprendere la carriera solista, è una svolta verso atmosfere cantautoriali più rock e che, soprattutto, confermano la grande capacità del giovane Ryan di scrivere canzoni.
Il suo debutto come solista avviene nel 2000, con Heartbreaker prodotto da Ethan Johns. È un misto di folk-rock che richiama lo stile di Bob Dylan, dolci e allo stesso tempo possenti armoniche degne del miglior Neil Young, soffici ballate country e tocchi di rock blues (To Be Young): è la storia della conclusione di un rapporto dalla prospettiva dell'uomo.
Emmylou Harris, che in passato aveva lavorato con il leggendario Gram Parsons, duetta con Adams in Oh My Sweet Carolina. Altre partecipazioni al disco vengono da Carina Round assieme hanno scritto Come Pick Me Up, Gillian Welch, David Rawlings e da Kim Richey. L'album ha avuto ottime recensioni ma non ha avuto un notevole successo commerciale.

### Gold
Nel 2001 ha pubblicato il secondo album solista Gold, dove ha adottato un più stile rock e meno country con momenti blues (Rescue Blues), ballate rock (Nobody Girl), e struggenti lenti (La Cienega Just Smiled), il tutto accompagnato da atmosfere malinconiche (Goodnight Hollywood Blvd.)
Il 7 settembre 2001, Adams ha girato un video per il brano New York, New York solo 4 giorni prima dei celebri tremendi attentati. Nel video si vede Adams che si leva in piedi sullo shoreline di Brooklyn, con le Torri Gemelle del World Trade Center che appaiono in lontananza sopra le sue spalle, mentre lui canta il verso I Still Love You, Though, New York che diventò uno slogan su MTV nei giorni seguenti gli attentati dell'11 settembre. È da segnalare che in quasi ogni scena del video il World Trade Center è al centro dell'attenzione.
Nel 2002 ha ottenuto la nomination a tre premi Grammy, "Miglior voce maschile rock" per New York New York; "Miglior album rock" per Gold; e "Miglior voce maschile country" per la cover di Hank Williams Lovesick Blues. L'album ha venduto oltre 364 000 copie, diventando il suo album di maggior successo e consacrandolo al grande pubblico.

### Demolition
Dopo il successo di Gold, ha continuato a registrare incessantemente (come si evince dai bootlegs numerosi e gli unreleased album). Era sua intenzione far uscire 5 album nel 2002 anche se poi ne fu pubblicato solo uno. Demolition è una raccolta delle canzoni preferite dei cinque progetti di album (incluse le sessions per gli album non realizzati 48 Hours e The Suicide Handbook) fatte da Carrie Hamilton.
L'album si snoda lungo 13 tracce che danno sfogo alle varie anime del talento compositivo di Adams. Si comincia con la rockeggiante Nuclear per poi passare alla splendida Hallelujah, impreziosita dall'immancabile armonica ormai marchio di fabbrica di Adams (avvolgente in Desire). Spunti acustici con Cry On Demand e She Wants To Play Hearts. Spruzzi di Ramones in Gimme A Sign fino ad arrivare alle contaminazioni elettroniche nella conclusiva Jesus (Don't Touch My Baby), una vera perla che riporta alle atmosfere Floydiane. Anche se l'album ha conquistato l'attenzione più critica non è riuscito a vendere quanto Gold.

### Love is Hell e Rock N Roll
In un tentativo di occuparsi della morte di Carrie Hamilton, Adams ha intrapreso uno sforzo lungo un anno per registrare un album; il risultato è Love is Hell. Al completamento, la Lost Highway, etichetta discografica attuale di Adams, ha percepito l'album per essere troppo scuro e non molto commerciabile. Disgustato, Adams è entrato in studio e due settimane più tardi ne è uscito con Rock N Roll.
In queste sessioni di registrazione, Adams ha avuto preziose collaborazioni con diversi musicisti: Melissa Auf Der Maur, Billie Joe Armstrong dei Green Day, e la sua fidanzata dell'epoca Parker Posey. Adams e la Lost Highway si sono poi finalmente accordati: l'etichetta avrebbe pubblicato il più commerciale Rock N Roll e Love is Hell in due EP ravvicinati, il primo nel mese di novembre del 2003 e il secondo nel dicembre dello stesso anno. Nel maggio del 2004 Love is Hell è stato ripubblicato come album completo, così come era stato inteso con bonus track e l'extended version di Anybody Wanna Take Me Home?

#### Rock N Roll
Rock n Roll è un viaggio lungo 15 tracce attraverso la storia del rock and roll con il marchio di fabbrica di Adams. Si parte da This Is It in stile Replacements passando per Swallow, che cita nell'intro i T-Rex, stessa citazione fatta dagli Oasis in Cigarettes and Alcohol, proseguendo col citare i Pink Floyd (ma solo nel titolo) in Wish You Were Here e così via, in un album di puro rock'n'roll.

#### Love is Hell
Love Is Hell pt.1 (2003) è molto più melodico e fa da contrasto a Rock N Roll. Si parte con Political Scientist, si prosegue con Afraid Not Scared e così via, passando per la cover di Wonderwall degli Oasis. Noel Gallagher, chitarrista degli Oasis, dopo aver ascoltato la cover di Adams, ne ha riproposto spesso la versione acustica nei suoi concerti. Si conclude, prima delle 2 bonus tracks, con Avalanche.
Nel 2005 Adams ha ricevuto una nomination ai Grammy Award nella categoria Best Solo Rock Vocal Performance per la sua cover di Wonderwall contenuta in Love is Hell. Il premio è stato successivamente assegnato a Bruce Springsteen per "Code of Silence". My Blue Manhattan è l'apertura di questo disco che vede impegnato Adams. La chiusura è affidata a Hotel Chelsea Nights, una canzone con atmosfere alla Purple Rain di Prince. Anche qui due bonus track, con Fuck The Universe vero corpo estraneo del disco.

### Cold Roses, Jacksonville City Nights, 29

#### Cold Roses
All'inizio del 2005, Adams ha annunciato la pubblicazione di tre album. Il primo è un doppio album intitolato Cold Roses, pubblicato il 3 maggio 2005. È registrato insieme ai The Cardinals, e segna il ritorno alle atmosfere di Heartbreaker. L'album include i backing vocals di Rachael Yamagata su tre canzoni: Let it Ride, Cold Roses, and Friends.

#### Jacksonville City Nights
Il suo secondo album dell'anno pubblicato con i The Cardinals, Jacksonville City Nights, include le canzoni Hard Way To Fall, The Hardest Part e Dear John cantata con Norah Jones. È forse l'album più country di Adams dai tempi degli Whiskeytown (una canzone, "My Heart Is Broken", risale proprio a quel periodo).

#### 29
Ryan Adams, questo volta senza i Cardinals, ha pubblicato il suo terzo album dell'anno, 29, il 20 dicembre 2005. È un album diverso dagli altri: più cervellotico, intenso, intimo, triste, cupo. Si parte con l'omonima canzone, 29, ispirata a Truckin' dei Grateful Dead, seguono Night Birds, Blue Sky Blues e la spagnoleggiante The Sadness a precedere la parte finale del disco.

### Elizabethtown
La canzone di Ryan Adams Come Pick Me Up dell'album Heartbreaker è stata inserita nel film di Cameron Crowe Elizabethtown. La canzone non pubblicata Words, presente nel film nel viaggio di Drew (interpretato da Orlando Bloom), compare per la prima volta su iTunes come EP in esclusiva Songs for the Ride Home, seguito da una pubblicazione del secondo volume della colonna sonora di Elizabethtown (7 febbraio 2006), con English Girls Approximately originariamente in scaletta su Love Is Hell. Nel film, Claire (interpretata da Kirsten Dunst) può essere vista con l'album Love Is Hell nella sua valigia accanto al disco degli Heart, Jupiter's Darling.

### DJ Reggie, The Shit, and WereWolph
Dopo i 3 album pubblicati nel solo 2005 (Cold Roses, 29 e Jacksonville City Nights). Ryan non si smentisce neanche nel 2006: sul suo sito ufficiale ha infatti messo in vendita ben 11 album sotto 3 diversi pseudonimi. DJ Reggie è la versione hip-hop di Ryan Adams, e sotto questo nome si possono trovare ben 4 LP. The Shit (6 album) e Werewolph (uno) sono invece il suo alter ego hardcore.

### Il 2006
A febbraio 2006, Adams completa per la prima volta dal 2003 un tour britannico senza interruzione. Suonando da solo, accompagnato spesso da Brad Pemberton (batterista sia per The Pinkhearts e The Cardinals) e nella data finale a Londra da Neal Casal.
Tra la primavera e l'estate Adams parte per un lungo tour negli Stati Uniti che tocca con cinque date in aprile la costa occidentale, per proseguire verso la East Coast/Midwest, partecipando al Lollapalooza a Chicago il 4 agosto 2006. In questo tour ha presentato in anteprima alcune nuove canzoni apparse su lavori successivi compreso Breakdown in the Resolve, Tho Hearts, Rip Off, Everybody Knows e Blue Hotel e alcune cover dei Grateful Dead, come He's Gone, Bird Song, Franklin's Tower e Stella Blue.
All'inizio di agosto una nuova canzone era disponibile sul suo Website ufficiale, la canzone è stata intitolata Lovely and Blue. Il 30 agosto 2006 è stato annunciato attraverso il website ufficiale di Ryan Adams che la bassista Catherine Popper dei The Cardinals aveva deciso lasciare a tempo indefinito il gruppo, sostituita da un amico di lunga data, Chris Feinstein.
Nel settembre del 2006 Adams ha reso disponibili due nuove canzoni di genere hip hop come benvenuto al suo Web site ufficiale, le canzoni sembrano essere influenzate fortemente da Beck e da testi divertenti e assurdi. Il 31 ottobre 2006 l'album Songbird, una collaborazione con Willie Nelson, è stato pubblicato e prodotto dallo stesso Adams; lui e i Cardinals suonano come gruppo di supporto.

### Easy Tiger
Adams ha pubblicato il suo nono album il 26 giugno 2007, intitolato Easy Tiger. L'album include molte tracce presentate durante il Tour 2006, più altri inediti.
La canzone Two è cantata in duetto con Sheryl Crow, mentre per il resto dell'album si è avvalso della collaborazione dei Cardinals.
Il primo singolo estratto è Halloween Head, il cui video vede le esilaranti lezioni di ballo di un gruppo di finlandesi anziani.

## Tour con gli Oasis eCardinology
La sua etichetta Lost Highway ha dichiarato che Ryan Adams inoltre pubblicherà un box-set verso la fine del 2007 che comprende live, gli album inediti 48 Hours and the Suicide, la serie live di bootlegged di Bedhead e le canzoni non incluse su Easy Tiger. Nell'edizione di settembre 2007 di Q Magazine, Adams ha precisato che il titolo dell'album sarà 20:20 e sarà un album doppio, con il primo disco che avrà materiale raro che nessuno ha sentito e uno di B-side
Nel 2007 Adams ha rivelato che ha superato "un periodo esteso di dipendenza" che si è concluso nel 2006. Adams ha detto che ha sniffato ordinariamente eroina mescolata con cocaina e ha abusato di alcol e pillole. Adams ha superato le sue dipendenze con l'assistenza della sua ragazza Jessica Joffe usando una terapia a base di valium e presenziando alle riunioni degli alcolisti anonimi. Successivamente è stato impegnato con i Cardinals in un tour nel suo paese come spalla nei concerti degli Oasis, suoi miti giovanili, per poi pubblicare il nuovo album, sempre con i Cardinals, Cardinology, preceduto dal singolo Fix It. Cardinology, decimo album in studio e quinto con i Cardinals, è uscito il 28 ottobre 2008. Nel 2010 esce Orion a proprio nome e il doppio III/IV con i Cardinals, L'anno seguente è la volta di Ashes & Fire.
Dopo tre anni, nel 2014 ha pubblicato un EP, 1984, e l'album eponimo.

## Collaborazioni

### Jesse Malin
Ryan Adams si impegna per la prima volta nella produzione di un album con il primo di Jesse Malin The Fine Art of Self Destruction nel 2002. Adams suona anche alcune chitarre elettriche e le tastiere, partecipando anche come controvoce. Adams in seguito lavorerà con Malin per formare il gruppo punk-rock The Finger (sotto lo pseudonimo di "Warren Peace" e "Irving Plaza" rispettivamente), che realizza due EP raccolti sotto forma di album: We Are Fuck You, pubblicato da One Little Indian Records nel 2003. Nel 2005 Adams e Malin, insieme a Blondie e altri, suonarono al concerto di beneficenza per l'Uragano Katrina all'Irving Plaza a New York. Ryan Adams ha anche contribuito alla realizzazione dell'album di Jesse Malin del 2004 intitolato The Heat e sta ancora facendo la sua arte suonando nell'album di Malin in uscita nel 2007 Glitter in the Gutter.

### Phil Lesh
Ryan Adams è diventato amico di Phil Lesh dei Grateful Dead. Lui e Phil si sono incontrati ai Jammys Awards a New York all'inizio del 2005. I due si sono conosciuti al Jerry Garcia's "Wharf Rat" dove Lesh ha legato con Adams. Nel corso dei due anni successivi, Adams ha incontrato Phil in alcune esibizioni di Phil Lesh & Friends, incluso una serata al Red Rocks fuori Denver e agli NYE 2005 al Bill Graham Event Center a San Francisco. Lesh ha inoltre partecipato come ospite a molti concerti di Ryan Adams. Lesh ha dichiarato più volte pubblicamente che "Adams è uno dei più grandi chitarristi della sua generazione".

## Accuse di molestie sessuali e violenza di genere
Il 13 febbraio 2019 il New York Times riporta le dichiarazioni di sette donne (tra cui la cantautrice Phoebe Bridgers e l'ex moglie Mandy Moore), secondo cui Adams si sarebbe offerto di aiutarle nella loro carriera musicale, sottoponendole poi ad abusi psicologici. Sostengono che, una volta rifiutate le sue avances, Adams si è vendicato ostacolando le loro carriere e molestandole con messaggi di testo e sui social media. Le accuse sono emerse sulla scia del movimento Me Too contro la violenza di genere. Inizialmente Adams nega le accuse, ma nel luglio 2020 rilascia una dichiarazione al Daily Mail scusandosi per le sue azioni.

## Ryan Adams e il diritto d'autore
Anche se Adams non è personalmente implicato, la società madre della sua etichetta, Universal Music Group ha collaborato con l'FBI e l'ufficio dell'avvocatura degli Stati Uniti nel proseguimento dei primi arresti sulla violazione della legge della misura del copyright di prerelease approvata nel 2005. La legge considera un crimine federale pubblicare musica coperta dal diritto d'autore prima del tempo previsto, senza permesso del detentore del copyright. Due individui non legati tra loro, Robert Thomas (Milwaukee, Wisconsin) e Jared Bowser (Jacksonville, Florida), sono stati accusati il 10 marzo 2006, per aver postato quattro canzoni di Jacksonville City Nights su un messaggio in un forum nel mese di agosto del 2005, poco prima della pubblicazione prevista. I due dovranno affrontare 11 anni di prigione e pagare indennità fino ad un massimo di $750.000.

## Discografia

### Album in studio
- 2000 - Heartbreaker
- 2001 - Gold
- 2002 - Demolition
- 2003 - Rock n Roll
- 2004 - Love Is Hell
- 2005 - Cold Roses come Ryan Adams and the Cardinals
- 2005 - Jacksonville City Nights come Ryan Adams and the Cardinals
- 2005 - 29
- 2007 - Easy Tiger
- 2008 - Cardinology come Ryan Adams and the Cardinals
- 2010 - Orion
- 2010 - III/IV come Ryan Adams and the Cardinals
- 2011 - Ashes & Fire)
- 2014 - Ryan Adams
- 2015 - 1989
- 2017 - Prisoner
- 2020 - Wednesdays
- 2021 - Big Colors
- 2022 - Chris
- 2022 - Romeo & Juliet
- 2022 - FM
- 2022 - Devolver
- 2022 - Nebraska
- 2022 - Blood on the Tracks
- 2023 - Morning Glory
- 2024 - Sword & Stone
- 2024 - Star Sign
- 2024 - Heathwave
- 2024 - 1985
- 2024 - Blackhole

### EP
- 2003 - Love Is Hell pt. 1
- 2003 - Love Is Hell pt. 2
- 2004 - The Rescue Blues
- 2004 - Maroccan Role
- 2007 - Follow the Lights
- 2011 - Class Mythology
- 2014 - 1984
- 2014 - Jacksonville
- 2014 - Vampires
- 2014 - Do You Laugh When You Lie?
- 2015 - No Shadow
- 2015 - Blue Light
- 2015 - I Do Not Feel Like Being Good
- 2015 - Burn in the Night
- 2015 - Willow Lane

### Singoli & Promo
- 2001 - New York, New York
- 2002 - Answering Bell
- 2002 - Answering Bell (Live at the Paradiso)
- 2002 - Nuclear
- 2003 - Hey Parker, It's Christmas
- 2003 - Come Pick Me Up (4-Track version)
- 2004 - So Alive
- 2004 - This is It
- 2004 - Wonderwall
- 2004 - Halloween
- 2004 - Now that You're Gone
- 2005 - Let it Ride
- 2005 - Easy Plateau
- 2005 - The Hardest Part
- 2007 - Two
- 2007 - Halloweenhead
- 2008 - Fix It
- 2008 - Magick

### Album dal vivo
- 2015 - Live at Carnegie Hall
- 2015 - Ten Songs from Live at Carnegie Hall
- 2023 - Alive, Volume 1
- 2023 - Return to Carnegie Hall
- 2024 - Prisoners (Live)
- 2025 - Another Wednesday